# 基什多罗格
基什多罗格，是匈牙利托尔瑙州所辖的一个村。总面积20.00平方公里，总人口740，人口密度37.0人/平方公里（2011年1月1日）。